# Austrolimnophila proximata
Austrolimnophila proximata là một loài ruồi trong họ Limoniidae. Chúng phân bố ở miền Australasia.